# Brad Arnold

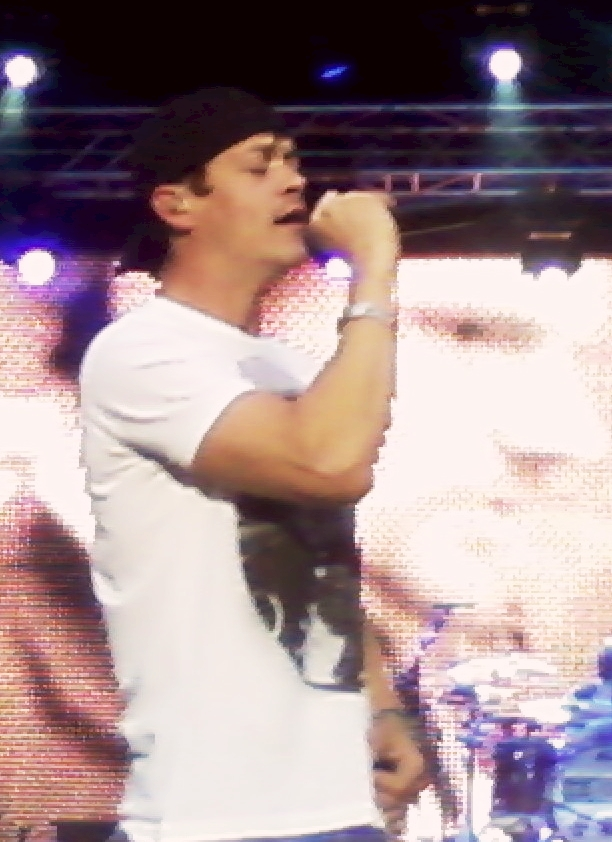
Brad Arnold

Bradley Kirk Arnold (* 27. September 1978 in Escatawpa) ist ein US-amerikanischer Sänger und Songwriter. Er ist Frontmann der Rockband 3 Doors Down.

## Leben
Brad war Sohn von Ralph und Sue Arnold und wuchs in Escatawpa, Mississippi, einer Stadt mit etwa 4000 Einwohnern, als Jüngster von sieben Geschwistern auf. Der Musikgeschmack seiner Geschwister prägte den seinen. Er schaute begeistert MTV und bewunderte den einarmigen Schlagzeuger Rick Allen von Def Leppard. Er wünschte sich ein Drumkit und übte nach Erhalt in einem eigens dafür hergerichteten Zimmer.
Mit seiner Band 3 Doors Down feiert Arnold seit dem Debütalbum im Jahr 2000 große Erfolge. Vor allem in den Vereinigten Staaten landet die Band regelmäßig in den Album-Charts und hatte bereits neun Charts-Singles. Mit über 16 Millionen verkauften Platten und zahlreichen Auszeichnungen gehört Arnold damit zu einer der erfolgreichsten Rockbands des bisherigen Jahrtausends.
Arnold spielte im Videoclip zu Tracy Lawrences It’s All How You Look at It eine kleine Rolle. Er sang zusammen mit Saliva ein Duett mit Namen Razor’s Edge auf ihrem Album Survival of the Sickest. Außerdem durfte er schon oft bei Sportveranstaltungen die amerikanische Nationalhymne singen. Er übernahm auch die Backing Vocals in dem Lied Why don’t I von Empty Crush.
Auf dem ersten offiziellen Album von 3 Doors Down mit dem Titel The Better Life spielte er zusätzlich zu dem Gesang das Schlagzeug ein. Mit seinen Bandkollegen von 3 Doors Down rief Arnold die nach diesem ersten Album benannte „The Better Life Foundation“ ins Leben, deren Wirkungsfeld sich ausgehend von einer Grundversorgung von Kindern in Not bis zu deren Unterstützung bei der Persönlichkeitsentfaltung erstreckt.
Im Februar 2006 verunglückte Arnold schwer bei einem Autounfall. Seine Frau fuhr auf nasser Fahrbahn, kam von der Straße ab und stürzte in den Straßengraben. Arnold schlief auf dem Beifahrersitz und schlug ohne Vorwarnung mit dem Kopf durch die Scheibe. Neben Schnittwunden im Gesicht wurde ein Ohr vollständig abgerissen, konnte aber mit 40 Stichen wieder angenäht werden. Freund und Bandkollege Todd Harrell sagt dazu: „Wenn er nicht angeschnallt gewesen wäre, wäre er jetzt wohl tot.“ Wenige Tage nach dem Unfall stand Arnold bereits wieder mit seiner Band auf der Bühne. Lediglich ein Konzert sagte die Band ab. Zwei Wochen vor dem Unfall schrieb Arnold einen Song namens It’s Not My Time (I Won’t Go). Ironischerweise passt der Text des Songs sehr gut zu dem kurz darauf folgenden Unfall. Der Song ist die erste Veröffentlichung aus dem neuen Album 3 Doors Down.
2006 nahm Arnold einen Song mit der Countrylegende Tracy Lawrence auf. For the Love erschien im Jahr darauf auf dem gleichnamigen Album von Lawrence. Die Meinungen reichen von „harmonisch ausgewogene[m] Duett“ bis „kantiger Song mit ansteckendem Beat“.
Anfang 2007 ließ er sich von seiner Ehefrau Terika Roberts scheiden, mit der er seit der Highschool liiert und seit 2001 verheiratet war. Am 12. September 2009 heiratete er seine Freundin Jennifer Sanderford. Sie leben zurückgezogen auf einer Ranch in Nashville, Tennessee.
Am 14. August 2020 erschien seine erste Solosingle "Wicked Man", die sich allerdings nicht in den Charts positionieren konnte.
Am 8. Mai 2025 hat Brad Arnold auf Social Media bekannt gegeben, dass bei ihm kürzlich ein klarzelliges Nierenzellkarzinom im Stadium 4 diagnostiziert wurde, eine Art von Nierenkrebs.

## Diskografie
Singles
- 2020: Wicked Man